# Bertil Elmstedt
Bertil Elmstedt (* 2. května 1937, Malmö) je bývalý švédský fotbalista, záložník.

## Fotbalová kariéra
Ve švédské lize hrál za Malmö FF, nastoupil ve 192 ligových utkáních a dal 36 gól. S týmem vyhrál dvakrtá švédskou fotbalovou ligu a v roce 1967 švédský fotbalový pohár. V Poháru mistrů evropských zemí nastoupil v 5 utkáních a ve Veletržním poháru nastoupil v 6 utkáních. Za reprezentaci Švédska nastoupil v letech 1964–1968 v 6 utkáních. 

## Ligová bilance
| Ročník                    | Zápasy | Góly | Klub     |
| ------------------------- | ------ | ---- | -------- |
| 1. švédská liga 1956/1957 | 5      | 2    | Malmö FF |
| 1. švédská liga 1957/1958 | 13     | 3    | Malmö FF |
| 1. švédská liga 1959      | 7      | 1    | Malmö FF |
| 1. švédská liga 1960      | 22     | 1    | Malmö FF |
| 1. švédská liga 1961      | 6      | 1    | Malmö FF |
| 1. švédská liga 1962      | 22     | 2    | Malmö FF |
| 1. švédská liga 1963      | 8      | 0    | Malmö FF |
| 1. švédská liga 1964      | 21     | 9    | Malmö FF |
| 1. švédská liga 1965      | 22     | 8    | Malmö FF |
| 1. švédská liga 1966      | 18     | 5    | Malmö FF |
| 1. švédská liga 1967      | 21     | 3    | Malmö FF |
| 1. švédská liga 1968      | 16     | 1    | Malmö FF |
| 1. švédská liga 1969      | 11     | 0    | Malmö FF |
| CELKEM 1. švédská liga    | 192    | 36   |          |